# Путь 29
«Путь 29» (также известен как «Шоссе 29», англ. Track 29) — британский художественный фильм 1988 года, психологическая драма Николаса Роуга с Терезой Расселл и Гэри Олдменом в главных ролях.
Название фильма взято из известной джазовой песни «Поезд на Чаттанугу», которая звучит в одной из сцен («Pardon me, boy, is that the Chattanooga Choo Choo?» — «Yes, yes, Track 29!»; с англ. — «Прости, мальчик, это ведь поезд на Чаттанугу? — Да-да, путь 29!»). В начале фильма звучит песня Джона Леннона «Mother» («Мать»).

## История
Сценарий фильма был написан Деннисом Поттером на основе его же пьесы «Шмэдип» (англ. Schmoedipus) 1974 года. Изначально предполагалось, что в 1983 году фильм поставит Джозеф Лоузи на BBC, однако из-за финансовых трудностей проект был отменён. Через несколько лет продюсер Рик МакКаллум, работавший на съёмках фильма Роуга «Потерпевшие кораблекрушение», предложил его кандидатуру как режиссёра постановки. Поттер переделал сценарий, действие которого изначально происходило в Лондоне.
Фильм был выпущен не сразу, поскольку кинокомпания настаивала на устранении сцен инцеста. В результате сцены были лишь частично смягчены. Премьера фильма состоялась в Лондоне в августе и в Лос-Анджелесе в сентябре 1988 года. Отзывы были в основном положительными, хотя сборы оказались небольшими.
Как и в пьесе, в фильме становится понятно, что Мартин является «проекцией» Линды, при помощи которой она пытается избавиться от своего инфантильного, бездетного брака. В отличие от пьесы, в которой возвращение мужа Линды знаменовало возврат к прежней жизни, в фильме намечена возможность освобождения героини, хотя само убийство мужа происходит, по-видимому, также лишь в её воображении.

## Сюжет
Домохозяйка Линда с мужем, врачом Генри, живут в небольшом американском городке. Детей у них нет: хотя Линда иногда заводит разговор о ребёнке, Генри отвечает ей на это, что это невозможно и она прекрасно знает, почему. Сам Генри уделяет жене не так много внимания и больше увлечён железнодорожным моделизмом, а также своей медсестрой Стайн.
Однажды в кафе, где сидят Линда с подругой Арландой, заходит молодой англичанин по имени Мартин, путешествующий автостопом. (Водителю грузовика, который его подвозил, он объяснил, что приехал в США, чтобы найти свою мать.) Мартин внимательно смотрит на Линду и спрашивает, не напоминает ли он ей кого-нибудь, однако Линда отрицает это. Затем подруги уходят, а Мартин говорит, что они ещё встретятся. Ночью из окна Линда видит Мартина, стоящего возле дома. Утром, после нервного разговора о том, чтобы завести ребёнка, Линди ныряет в бассейн, чтобы утопиться, но когда выныривает, обнаруживает рядом Мартина. Он называет её девичью фамилию и говорит, что давно искал её. Оказывается, ещё будучи школьницей Линда родила ребёнка, который сразу был отдан на воспитание горничной, вскоре уехавшей в Англию. Мартин оказался тем самым ребёнком, о котором всю жизнь вспоминала Линда и который всю жизнь искал свою мать.
Мартин и Линда проводят день в разговорах, при этом Мартин запрещает Линде поехать и рассказать о нём мужу. Когда Линда разговаривает с Мартином в кафе, один из официантов обращает внимание другого на то, что женщина разговаривает сама с собой. Тем самым, Мартин в действительности появляется лишь в фантазиях Линды.
Генри, тем временем, в этот день увольняют из больницы из-за связи с медсестрой, постоянными опозданиями и ошибочного укола, сделанного им одному из пациентов. Вечером Генри отправляется на большой праздник железнодорожных моделистов Trainorama, где произносит пламенную речь, в которой называет увлечение железнодорожным моделизмом основой политического строя Америки. Параллельно с этим показано разрушение Мартином железной дороги Генри в их доме. После праздника Генри, подвозя Стайн, сообщает ей, что его пригласили на работу на фабрику по изготовлению моделей. Ему придётся переехать, и он предлагает Стайн сделать это вместе с ним и начать новую жизнь.
У себя дома Линда просыпается, и её охватывает паника. Она зовёт на помощь Арланду, которая приезжает, но не понимает, что происходит: Линда ведёт себя так, как будто в доме кто-то есть, и говорит, что все поезда Генри могут быть разрушены. Приезжает Генри, который говорит Арланде, что Линда сошла с ума. Арланда уезжает, а Генри проверяет свою комнату, но все поезда там на месте. Линда с ножом в руке поднимается по лестнице в комнату Генри. Мартин, сидевший в шкафу обнажённым, набрасывается на Генри и убивает его ножом.
Утром Линда надевает красивое платье и уезжает на машине, не обращая внимание на то, что в доме её зовёт Генри. На потолке первого этажа проступает пятно крови, однако остаётся неопределённым, произошло убийство в воображении Линды или в реальности.

## В ролях
- Тереза Расселл — Линда Генри
- Гэри Олдмен — Мартин
- Кристофер Ллойд — Генри Генри
- Коллин Кэмп — Арланда
- Сандра Бернхард — медсестра Стайн
- Сеймур Кассел — д-р Бенранрд Фэрмонт

## Отзывы
Фильм завоевал несколько наград на второстепенных кинофестивалях, но в целом был оценен сдержанно.
Роджер Эберт поставил фильму 3 звезды из 4, отметив при этом, что он не мог бы ответить утвердительно на вопрос, понравился ли ему фильм, поскольку оценка «нравится» в данном случае неадекватна. Фильм Роуга в целом неспособен нравиться (англ. is unlikable), возможно намеренно, однако это не делает его плохим, но напротив — более интересным. По словам критика, не любое произведение должно вызывать приятные чувства: некоторые из них могут быть раздражающими, однако заставляют думать.